# アーマード・コア2
『アーマード・コア2』（ARMORED CORE 2）は、フロム・ソフトウェアから発売されたPlayStation 2用ロボットアクションゲームであり、『アーマード・コアシリーズ』の4作目。本作から『アーマード・コア ラストレイヴン』までPS2でのリリースが続いた。2000年8月3日発売。2002年8月1日に廉価版が発売された。

## 概要
時系列としては『アーマード・コア』の約70年後の話にあたるため、設定上の繋がりがいくつかある。
本作にて初めてプラットフォームをPS2に移行し、PSからのスペックアップにより、ゲーム時のグラフィックの詳細度とフレームレートが大幅に向上した。また、DUALSHOCK 2のボタンストローク機能により、操作性がPS時代の3作品と比べて良くなっている。
新たにオーバードブーストやエクステンション、ラジエータ、インサイド、シールドといった新規パーツカテゴリ及び機能が追加されたことでACパーツの数も増加した。
しかし、PS2最初期の作品でもあるため、システムプログラムが未成熟であり、大量のオブジェクトが出現した際にフレームレートが不安定になりやすい欠点もある。また、アーマード・コア3やアーマード・コアNEXUS等と比較してモデルのポリゴン数やテクスチャ解像度が低く、描画が低品質である。
BGMについては、全曲のうち2曲がマイク・ヴァン・ダイクにより提供されている。

## ゲームシステム
本作はミッションとアリーナの構成となっており、前作とは異なり両者はリンクされていない。なお、ミッション中にランカーACを撃破すると、アリーナから消えて別のランカーが補充されるようになった。ゲーム全体の難易度は『AC1』とほぼ同じで低めに設定されており、初心者に推奨されている作品でもある。
新規パーツカテゴリ
これまでのパーツカテゴリに加えて、「ラジエータ」、「インサイド」、「エクステンション」が新たに追加され、既存パーツに関しても、エネルギーシールド、地上魚雷、オービット兵器、脚部パーツに「フロート」が追加された。
熱量システム
本作以降のPS2でのシリーズから、「熱量」という概念が追加された。被弾などにより機体に熱が蓄積し、オーバーヒートを起こすと一定時間APが減少する。また、武装パーツには、発熱量があらかじめ設定されており、実弾武器では高めに、エネルギー武器では低めに設定されている。
オーバードブースト（OB）
全コアパーツに搭載。大量のエネルギー消費と引き換えに、大型ブースタで機体を高速移動することができる。
予測射撃の仕様変更
相手の移動ベクトルを加味して弾を発射する「予測射撃」は、本作以降では一定時間相手をロックオンし続けないと予測射撃を行わなくなった。
iLINK対戦
1台のTVを左右に分割して行う1画面対戦と、2台のTVを使用する通信対戦が可能。通信対戦には (TV、PS2、ソフト) をそれぞれ2つが必要。旧作同様に通信対戦も健在している。本作以降のPS2でのシリーズでは、PS2本体同士をiLINKケーブルを繋ぐことで可能となっている。
リミッター解除
本シリーズのみ、説明書には記載されていない隠し機能である。戦闘中に特定のボタン操作をする事によって、一定時間エネルギーの制約無しに機体を操作出来るが、一定時間経過後はコンデンサのエネルギーが全く回復しない状態が続く。対戦大会ではリミッター解除に制限が加えられることが多い。
その他
- 各ミッションの依頼文に声が入るようになったのは本作からである。また、ゲーム中の音声は、ACPP以来久しぶりに日本語と英語に対応している。
- ノーマルとハードから難易度が選択できる。ハードモードでは、自機のロックオンサイトが小さくなるという制約がある。これについては、プレイヤー同士での対戦において問題点を露呈してしまう結果となり、AC4とfaでは仕様が大幅に刷新された。

## ストーリー
大深度戦争の終結後、地球政府を確立した人類は地上への復帰を果たすが、その過程で大破壊以前に火星テラフォーミング計画が行われていた事が明らかになり、既に火星が地球と同じく人の住める星となっている事が判明した。
そして地球暦223年。人類は火星へとその版図を広げていたが、それに合わせて企業間抗争も激化の一途を辿っていた。大深度戦争終結後、その活躍の場をアリーナに限定されていたレイヴンも多くが火星へと移ることとなる。しかしその一方で火星にはディソーダーと呼ばれる機械生命体が出没し、さらに政府直属の特殊部隊「フライトナーズ」の叛乱によって状況は混迷の一途を辿っていくこととなる。

## メインキャラクター
ネル・オールター （声：岩男潤子）
コンコード社の社員。20歳前後の女性。主人公の担当となり、ミッションなどでのサポートを行うオペレータ。
某企業トップの家庭の一人娘として生まれ、厳格な教育と規律の中で育てられてきたため、あらゆることに優れた能力を発揮するエリート的資質を持つ。
地球生まれだが、親に反発し、束縛から逃れて独り立ちするために火星に渡ってきてコンコード社の管理業務に携わることになった。任務に忠実で優秀だが、主人公には平板な態度をとり、感情を見せることはあまりない。
それは過去に多くのレイヴンが目の前で死ぬことを何度も経験し、精神的な苦痛を受けてきたことに起因しており、レイヴンと距離を置いて感情移入を避けることを、自己を保つための処世術としているからである。
本当の性格はけっして冷たいわけではなく、戦いに身を置く主人公の身を案じたりと芯の優しさを窺うことができる。
レオス・クライン （声：小山力也）
「ナインブレイカー」としてアリーナに君臨した過去を持ち、その後レイヴンを引退していたが、 治安維持部隊フライトナーズの隊長として復帰する。LCCと共闘しているが、野心家という噂もありその真意は謎である。
かつてジオマトリクスが行った初の火星探索時に警備要員として参加していた過去を持つ。
そのためか火星への思い入れは深いようである。
レイヴンズネストが存在していた時代から生きている人物であり、実年齢は90歳近いが、肉体 改造を受けた「強化人間」であり、40歳前後の体力を保っている。
作中では企業間抗争を鎮圧した後に武装蜂起し、フォボスを火星に落下させる事を目論むが、主人公によって討たれる。
ボイル・フォートナー （声：堀秀行）
フライトナーズ副隊長。30歳前後の男性。クラインの腹心で、レミルの双子の兄。
レミルとともに地球のアリーナで活躍していたレイヴンであったが、その腕をクラインに買われ、 フライトナーズに加わる。好戦的な性格で、戦いの場を求めて火星に渡った。
クラインの秘められた野心に薄々気づいている節もあるが、彼自身は関心が無い。
作中では武装蜂起後、奪取したバレーナ社製空中戦艦「STAI」内部で主人公と交戦、死亡する。
レミル・フォートナー （声：伊藤美紀）
フライトナーズ作戦参謀。30歳前後の女性。
クラインの腹心で、ボイルの双子の妹。ボイルとともに地球で活躍していたレイヴン。
クラインの強さに心酔しており、また彼の説く理想に共感し、フライトナーズに参加する。
戦闘向きの非常に強気な性格ではあるが、ボイルとは違いより冷静・冷酷に行動できるタイプ。
作中では直接主人公と戦う事は無いが、最終ミッションにおいて行動不能になった彼女の機体が登場している。
ストラング （声：政宗一成）
ナーヴズコンコード所属のレイヴン。重量2脚型AC「ツェーンゲボーテ」（独語で十戒の意）を駆る。
コンコード社がレイヴンとしての適性を判断する「レイヴンテスト」での、主人公の担当審査官。
50歳前後の男性。自身もレイヴンであり、アリーナの上位に名を連ねる凄腕の持ち主。「ストラング」はレイヴンとしての通り名であり、本名は不明。
レイヴンとしてのキャリアは長く、多くの他のレイヴンとは違って、紳士的な人物だが 老獪とも言える非情さがその裏には確かに存在している。
アリーナのランクは10位であり、任務達成のためなら手段を選ばず、そのために任務達成率100%を誇る。
作中、あるミッションで主人公を騙し討ちにするが、返り討ちにあって死亡する。その際、クラインとの間に親交があったと取れる発言があるが詳細は不明。

## 登場組織
声は依頼文において再生されるボイスである。
ジオ・マトリクス （声：火星支社…榎本智恵子 / 地球本社…細井治）
火星において最大の規模を誇る企業。作中ではジオ社と略される事も多い。
ムラクモ・ミレニアムの系譜に属する企業であり、ライドックス（食品）、ニューザイオン（重工業）、メルトラル（建設）、ウェブナーズ（エネルギー）、ジオエクスプレス（航空・運輸）の5社を中心に多くの企業を傘下に治めたことで成立した。
大深度戦争終結後、大破壊以前に行われていた火星テラフォーミング計画を発見、半ば独断専行的に計画を再開し、火星の利権を獲得することで急成長を果たしている。
ムラクモの血を引く企業であるだけに、その技術力は他企業の追随を許さないほど。また、ACパーツに関してはビジュアル面にも重きを置いており、エネルギー兵装の技術に優れる。
作中では、火星支社がディソーダー技術をものにすることで火星の支配をもくろみ、それが原因で地球本社、ひいては政府と対立することになる。その後地球本社に対して一方的な独立通知をし、武装蜂起を図るが鎮圧された。
エムロード （声：青木建一郎）
旧クローム系の企業を母体とする企業で、地球においては最大の規模を誇る。しかし他企業に対する牽制を怠った結果、火星開発に関してはジオ・マトリクスに遅れを取っており2番手の地位に甘んじている。
大深度戦争終結後、エネルギー企業のセプテムがギムレブナー（重工業）、ローレス（軽工業）、オレージソフトウェア（ソフトウェア）、オレージ（コンピュータ）、黄港電工（建設）、ベルメルト（航空・運輸）等との合併、吸収を行って誕生した企業である。
クロームと同様に質実剛健の風土を持ち、ACパーツなどにもその方針が現れている。ジオ・マトリクスとは対照的に、実弾武装を多くリリースしている。
作中ではLCCと激しく対立したが、フライトナーズなどによって鎮圧された。
バレーナ （声：鷹森淑乃）
独自の技術力を武器に急成長を遂げた企業連合体。旧ムラクモ、クローム両陣営の企業を傘下に治めているとはいえ、ジオ・マトリクス及びエムロードとの格差は未だ大きく、ACのフレームパーツの製造には着手していない。ただし、ジェネレータやラジエータ等の分野では画期的な技術によって一定のシェアを確保している。
中心となった企業は情報通信企業のバレーナ・コミュニケーションズ。他に、バレーナ・インダストリー（重工業）、バレーナ・ケミストリ（化学工業）、バレーナ・エイジェンシー（人材派遣・傭兵仲介）がある。バレーナ・エイジェンシーは大道芸人から傭兵まで手広く派遣する企業だが、ACを駆る傭兵（＝レイヴン）に関しては対応していない。これはこの時代においてレイヴンの仲介業を行うコンコードとの衝突を回避したため。
上位2社には中立の姿勢を取るが、LCCとの間で協力体制をとり、フライトナーズに対してもパーツの提供を行っていた。
LCC （声：難波圭一）
正式名称はLarge scale enterprises of Central Committee（企業中央委員会）。地球暦210年（AC2本編の13年前）に政府が設立した火星における統治機構だが、実際には地球の復興を優先する政府の方針もあって、企業に主導権を握られているためその発言力は低い。
その状況を打破する目的で地球から特殊部隊フライトナーズの派遣を受け、企業間抗争の鎮圧には成功するが、その直後、新長官の着任と同時に同部隊の反乱が勃発した事から実質的に機能停止に追い込まれる。
地球政府 （声：新藤明夫）
大深度戦争末期に設立された「地下世界停戦委員会」を母体とし、人類の生活圏全域を統括する機関。その構成は大深度戦争を生き残った主要な企業、組織、レイヴンらの代表による。
元々地下世界停戦委員会は戦争終結と同時に解散する予定であったが、疲弊した企業体だけでは人類の生活環境を再編する事は不可能と判断された事から、全ての企業の上に立ち、監督する組織として機能している。
フライトナーズ
地球政府直属の特殊部隊。その構成員には元レイヴン等が含まれており、隊長のレオス･クラインは元アリーナチャンピオンである。
作中においては企業間抗争鎮圧のために火星に派遣され、LCCの尖兵として戦っていた。しかし、抗争の鎮圧後に突如として反乱を起こし火星の各地を制圧する。
最終的には政府の反攻作戦などによって鎮圧されるものの、その過程でフォボスを火星に落着させるなどしている。
コンコード （声：岩男潤子）
傭兵の仲介を手がける情報・通信企業。ネットワークシステム「ナーヴス・コンコード」を運営する。
表向きにはアリーナの運営も手がける企業であり、その興行を放送したり、ギャンブルの胴元としても収益を上げている。そしてその関係上、所属するレイヴンにはアリーナへの登録が義務付けられており、同時に各レイヴンを担当するマネージャーが配属される。
元々、レイヴンズネスト消滅後には多数の依頼斡旋業者及びアリーナ運営組織が乱立したのだが、地球暦223年の時点では完全にコンコードに一本化されている。
なお、本企業は所属するレイヴンの実戦データを大量に保有していることから、そのデータを企業側に有償で提供することによっても利益を上げている。このデータは企業によって現行パーツの改善点の洗い出しや次世代パーツの開発に利用される他に、コンコード自身によってもAC用シミュレータの開発に用いられている。
頭部COM：STANDARD（声：皆口裕子）

## 用語
大深度戦争
本作の約70年前、大破壊以降に人類が地球の地下都市で生存していた際に発生した戦争。前作アーマード・コアはこの戦乱の最初期に当たる。
当時の二大企業「クローム」と「ムラクモ・ミレニアム」の対立から始まった大規模戦争で、発生から30年も戦乱が続いた事から30年戦争とも呼ばれる。
しかし、二大企業はイレギュラーの存在もあり、戦争初期に崩壊。世界の裏側で秩序のバランス保持に努めていた「レイヴンズ・ネスト」も機能停止したため、企業間戦闘を統制する秩序が喪失。以降は後継の新興企業が現れては戦闘を繰り返し、地下世界の環境維持システムと食糧生産能力にまで致命的な損害を与えてしまう。
戦争末期には旧クローム社の備蓄食料が大量に発見され、残存勢力による生存を掛けた総力戦が行われたが、双方の壊滅を防ぐために地下世界停戦委員会が設立され、停戦。この委員会が「地球政府」へ改編され、残存企業も旧クローム系の「エムロード」、旧ムラクモ系の「ジオ・マトリクス」と再編成される。その後、旧ムラクモ社が秘匿していた火星開発計画をジオ社が独占開発を行い、火星圏も人類の生存圏として地位を確立。地球政府とエムロード、バレーナも続々に火星へ進出し、本作の舞台と繋がっている。
ディソーダー
火星時代初期から存在していた機械生物。作中では生体兵器として扱われる。その生態は虫に酷似している。
LCCの研究調査による公式見解では、大破壊前に行われた火星第一次テラフォーミング時に送り込まれた自律作業機械が適応・自己複製を繰り返した末の進化形態と言われているが、作中では結局その正体は不明のままであった。また、次作『アーマード・コア2 アナザーエイジ』では地球上にも存在することが確認された。
種類は大きく分けて｢小型｣・｢飛行型｣・｢巨大型｣の三種類が存在しており、後にジオ社が研究して人工につくることに成功した。これらは全て生体兵器の範疇に含まれているため、本作は後半になるにつれて生体反応センサー搭載の頭部が不可欠となる（本当に作業機械が原型ならば生体センサーは不要なはずだが、ゲーム中でその理由は明かされていない）。
なお、火星の衛星にして古代文明の巨大兵器だったフォボスにアクセスできる特殊型が存在している。
ナインブレイカー
時のアリーナチャンピオンに送られる称号。「ナイン」とは初代および『アーマード・コア マスターオブアリーナ』に登場したナインボールのことを指し、転じて当代のトップランカーを意味する。そして「ナイン」を打ち破ったものを、かつて最強と呼ばれたナインボールを討ったレイヴンになぞらえてこの称号を送るようになった。
従って、レイヴンだった頃にこの称号を持っていたクラインが実際にナインボールを撃破したとは限らないし、本作の主人公もナインボールと戦うわけではない。